# Marcia Clark
Marcia Rachel Clark (nascida Marcia Rachel Kleks; Berkeley, 31 de agosto de 1953) é uma promotora de justiça americana, escritora e correspondente de televisão que ganhou fama como a promotora chefe do Caso O.J. Simpson.

## Biografia
Clark nasceu em Berkeley, California.  Ela concluiu o colegial em Susan E. Wagner High School, public high school e em Manor Heights seção de Staten Island. Graduada na Universidade da Califórnia, Los Angeles, em 1976 com graduação em ciência política, em seguida ganhou o Juris Doctor, graduada em Southwestern University School of Law. Ela foi admitida no State Bar of California em 1979.

## Obras

### Não-ficção
- Without a Doubt (com Teresa Carpenter) (1997)

### Série Rachel Knight
- Guilt By Association (2011)
- Guilt By Degrees (2012)
- Killer Ambition (2013)
- The Competition (2014)
- If I'm Dead: A Rachel Knight Story (2012)
- Trouble in Paradise: A Rachel Knight Story (2013)

### Série Samantha Brinkman
- Blood Defense (2016)
- Moral Defense (2016)
- Snap Judgment (2017)
- Final Judgment (2020)